# Maniola uhryki
Maniola uhryki är en fjärilsart som beskrevs av Aigner 1910. Maniola uhryki ingår i släktet Maniola och familjen praktfjärilar. Inga underarter finns listade i Catalogue of Life.